# Passerelle himalayenne des gorges de la Romanche
La passerelle himalayenne des gorges de la Romanche est un pont suspendu de France, en Isère, franchissant la Romanche à Livet-et-Gavet, entre Vizille et le Bourg-d'Oisans. Desservie par un chemin mais accessible uniquement aux piétons, elle permet une liaison directe entre d'une part le hameau de Ponant et des sites d'escalade en rive droite et d'autre part le hameau des Roberts et la route départementale 1091 en rive gauche,. Elle mesure 15 mètres de longueur pour une hauteur de 10 mètres.

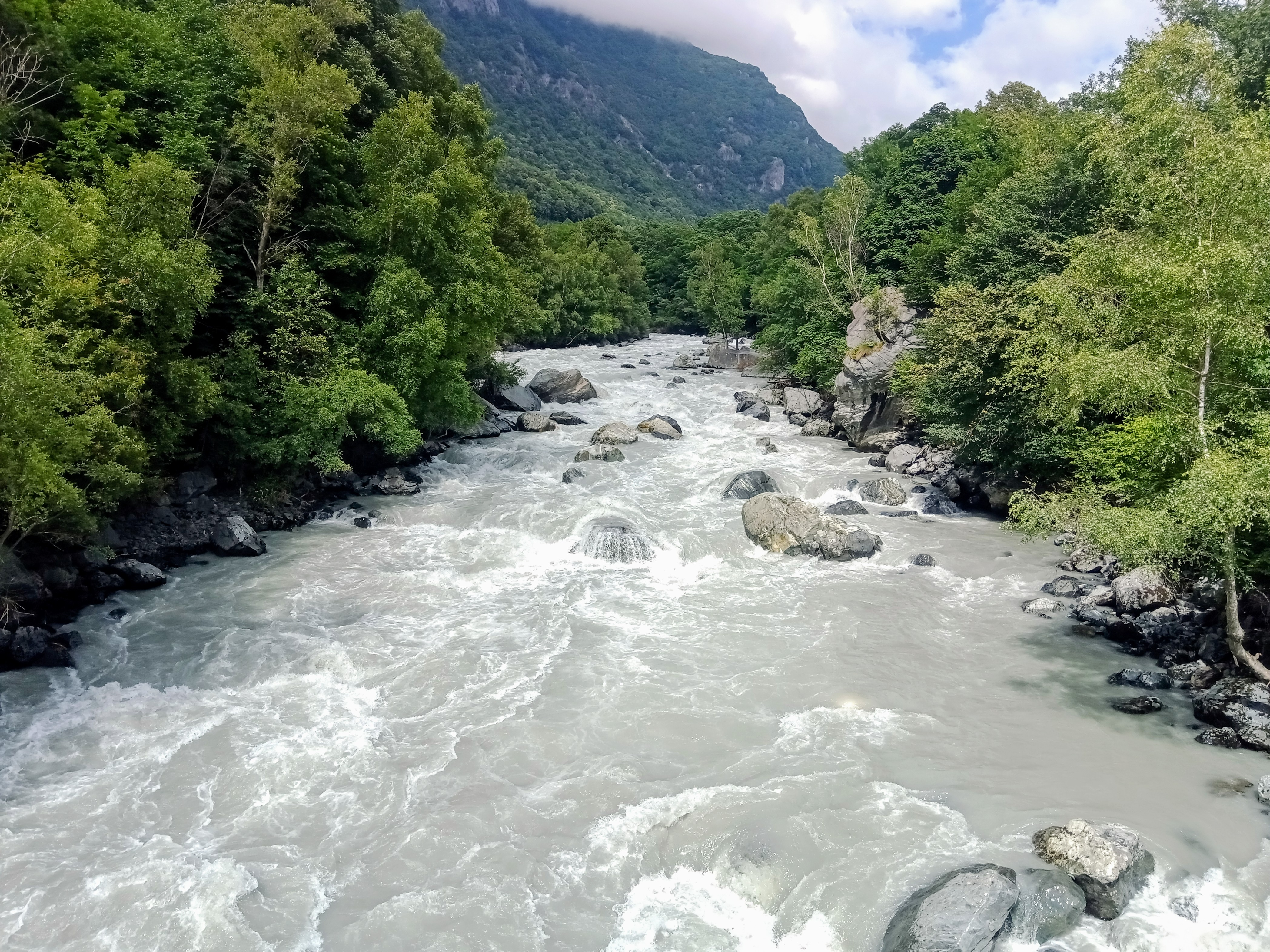
La Romanche depuis la passerelle.

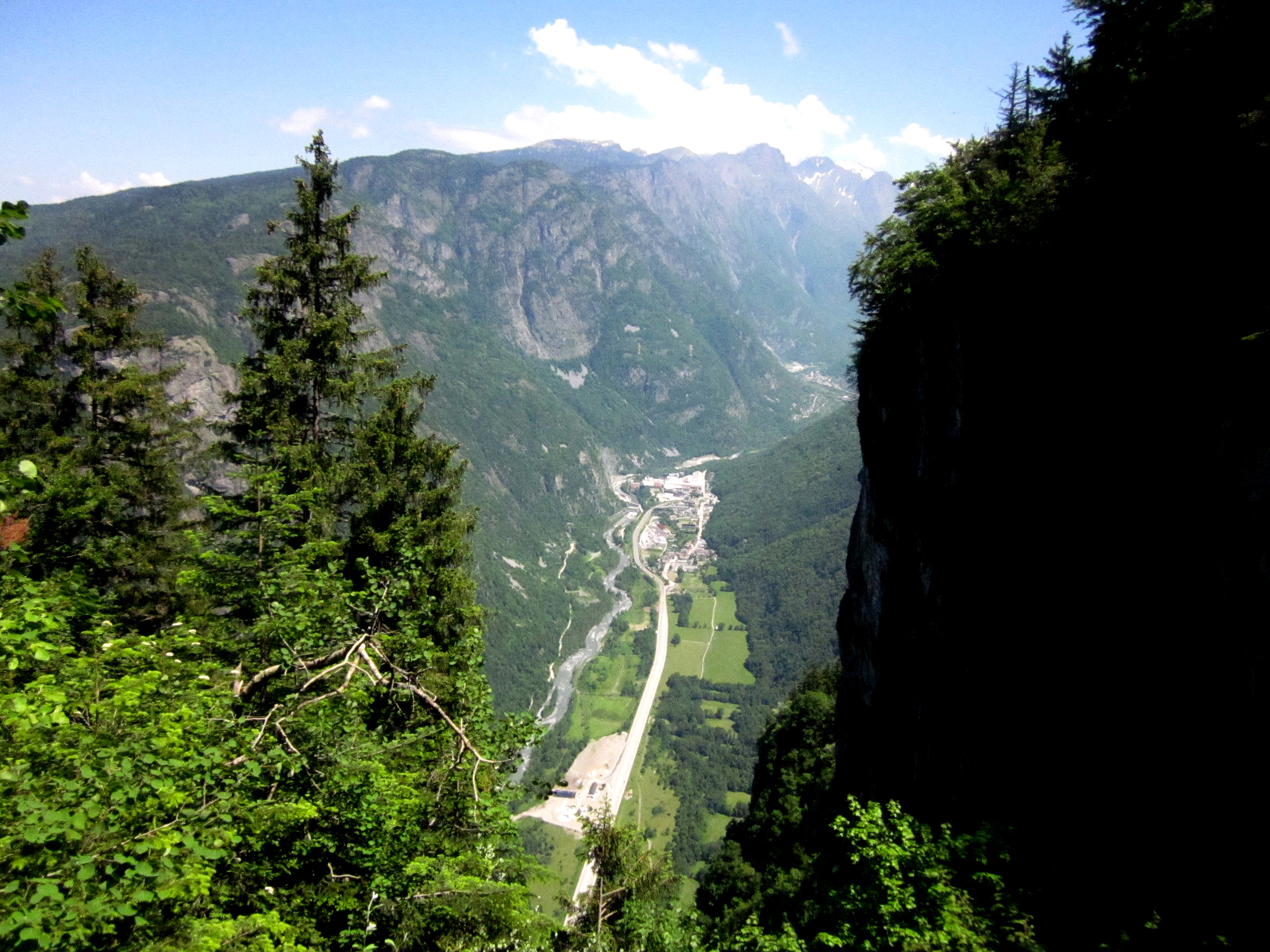
La partie aval de l'Oisans avec la Romanche traversant Livet-et-Gavet vu depuis l'Alpe du Grand Serre au sud-ouest.